# Adam Lesisz
Adam Lesisz (ur. 1948 we Wrocławiu) – polski artysta fotograf. Członek rzeczywisty Okręgu Dolnośląskiego Związku Polskich Artystów Fotografików. Członek założyciel Studenckiej Agencji Fotograficznej.

## Życiorys
Adam Lesisz związany z dolnośląskim środowiskiem fotograficznym – mieszka, tworzy we Wrocławiu. Miejsce szczególne w jego twórczości zajmuje fotografia abstrakcyjna, fotografia architektury, fotografia dokumentalna, fotografia krajobrazowa, fotografia martwej natury, fotografia portretowa, fotografia przemysłowa oraz fotografia przyrodnicza. Związany z fotografią artystyczną od 1968 – był wówczas jednym z twórców Studenckiej Agencji Fotograficznej. 
Adam Lesisz jest autorem i współautorem wiecu wystaw fotograficznych; zbiorowych oraz indywidualnych. Aktywnie uczestniczył w działalności wystawienniczej oraz edukacyjnej, w dużej części poświęconej historii fotografii. W 1984 roku został przyjęty w poczet członków rzeczywistych Okręgu Dolnośląskiego Związku Polskich Artystów Fotografików (legitymacja nr 582), w którym przez kilka lat pełnił funkcję prezesa Zarządu OD ZPAF. 
W 2009 został uhonorowany odznaką honorową "Zasłużony dla Kultury Polskiej". Fotografia Adama Lesisza znajdują się między innymi w zbiorach Muzeum Narodowego we Wrocławiu.

## Odznaczenia
- Odznaka honorowa „Zasłużony dla Kultury Polskiej” (2009)[10]